# Cynthia M. Grund
Cynthia M. Grund (født 19. januar 1956) er en amerikansk filosof, uddannet BA i matematik ved Bryn Mawr College, ABD i filosofi ved Uppsala Universitet og fil.dr. i filosofi ved University of Tampere. Cynthia M. Grund er ansat som lektor i filosofi ved Syddansk Universitet siden 1999. Cynthia M. Grund har blandt andet stiftet Netværk for Tværvidenskabelige Studier af Musik og Betydning (NTSMB), Nordic Network for the Integration of Music Informatics, Performance and Aesthetics (NNIMIPA) og JMM: The Journal of Music and Meaning. For nylig har Cynthia været initiativtager til The Philosophy Meets Popular Culture Initiative. Cynthia er forskningsleder for forskningsprogrammet The Aesthetics of Music and Sound: Cross-Disciplinary Interplay between the Humanities, Technology and Musical Practice, Institut for Filosofi, Pædagogik og Religionsstudier, Syddansk Universitet.